# Ligne de Ravezies à Pointe-de-Grave
Pour les articles homonymes, voir Médoc (homonymie).
La ligne de Ravezies à Pointe-de-Grave, anciennement ligne de Bordeaux-Saint-Louis à Pointe de Grave, et surnommée ligne du Médoc, est une ligne du réseau ferré français dont l'origine se situe actuellement au triangle des échoppes (entre la gare de Pessac et la gare Saint-Jean) et son terminus à la Pointe de Grave en traversant le Médoc. Une fois à la Pointe, la ville de Royan est reliée par correspondance avec le bac.
Elle constitue la ligne 584 000 du réseau ferré national.

## Infrastructure
La ligne avait pour origine l'ancienne gare de Bordeaux Saint Louis où convergent les lignes de Ceinture Bordelaise et Bordeaux-Saint-Louis - Lacanau. Dorénavant les trains empruntent la ligne de ceinture vers la gare de Bordeaux-Saint-Jean.
La ligne est à voie unique sur la totalité du parcours. Elle était autrefois à double voie de Bordeaux-Saint-Louis à Bruges où s'embranchait la ligne Bordeaux Saint Louis - Lacanau.
Elle a été électrifiée en totalité par la Compagnie des chemins de fer du Midi en 1,5 kV continu le 4 juillet 1934.
| Parcours                        | Vitesse Limite Automotrices |
| ------------------------------- | --------------------------- |
| Pointe de Grave - Le Verdon     | 60                          |
| Le Verdon - Macau               | 100                         |
| Macau - Blanquefort             | 140                         |
| Blanquefort - Caudéran-Mérignac | 90                          |
| Caudéran-Mérignac - Talence     | 80                          |
| Bif. d'Arlac - Pessac           | 60                          |
| Talence - Bordeaux              | 160                         |

L'origine de la ligne a été déplacée place Ravezies à Bordeaux afin de faciliter la circulation des automobilistes sur la place du même nom en 1968.
Depuis le 27 août 2012, la gare de Ravezies n'est plus desservie pour laisser place à une nouvelle branche de la Ligne C du tramway de Bordeaux. Tous les trains empruntent désormais le raccordement de Bonnaous.

## Historique

### Chronologie

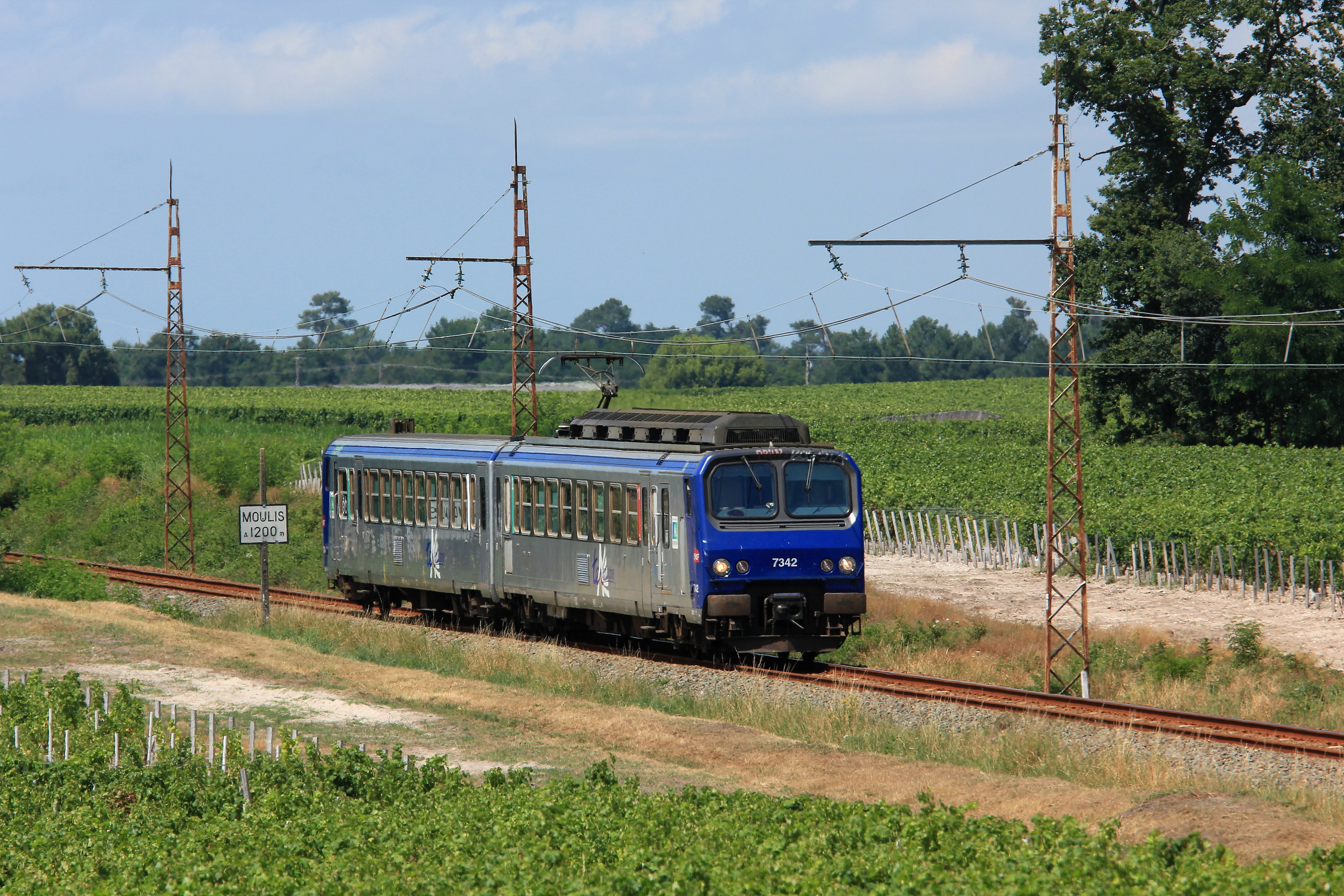
Une Z 7300 en plein cœur du vignoble du Médoc.

La voie ferrée irriguant le Médoc, longue presqu'île enserrée entre l'Océan Atlantique et la Gironde – petite mer aux eaux limoneuses résultant de la réunion des fleuves Garonne et Dordogne – dessert l'un des plus prestigieux vignobles du monde et court également le long de la partie la plus septentrionale des Landes de Gascogne.
Dates d'ouverture :
- 1865 début des travaux[5]
- 1868 Bordeaux-Saint-Louis - Macau
- 1869 Macau - Moulis-Listrac
- 1870 Moulis-Listrac - Pauillac
- 1873 Pauillac - Lesparre
- 1874 Lesparre - Soulac
- 1875 Soulac - Le Verdon
- 1902 Le Verdon - Pointe de Grave
- 1912 Exploitation par la compagnie du Midi
- 1917 Connexion à la ligne de ceinture
- 1934 Électrification
- 1968 Recul du terminus à Ravezies
- 2010 Ouverture de la gare de Mérignac-Arlac
- 2012 Fermeture de la gare de Ravezies
- 2016 Réouverture du triangle des Échoppes
- 2023 Ouverture de la gare du Bouscat-Sainte-Germaine

### Genèse

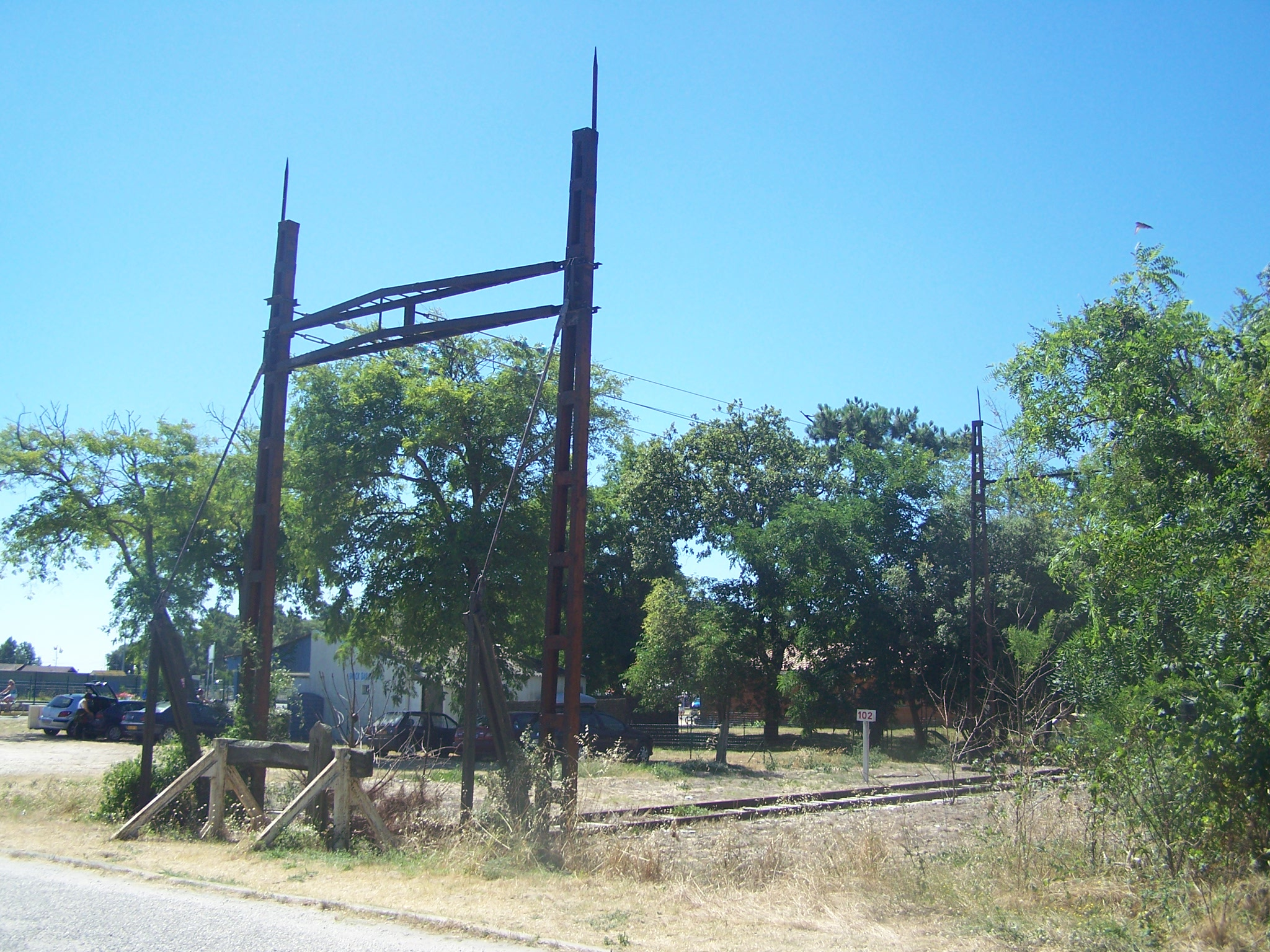
Fin de la ligne à quelques mètres de la Pointe de Grave.

La concession d'une ligne « de Bordeaux au Verdon » est attribuée une première fois par une convention signée le 17 octobre 1857 entre le ministre des Travaux publics et Messieurs Barincou, Bergmiller, Michel Chaine, Degane, Lefèvre-Delaroche, Princeteau et Tabuteau. Cette convention est approuvée à la même date par un décret impérial. Toutefois les concessionnaires renoncent à la concession, et un décret impérial l'annule le 15 juin 1861,.
Un décret impérial du 4 mars 1863 déclare la ligne d'utilité publique et en prescrit la mise en adjudication. L'adjudication à Messieurs Poujard'hieu, Barman et Jarry-Sureau a lieu le 28 mai 1863. Cette adjudication est approuvée par un décret impérial le 2 juin suivant. Les concessionnaires forment la Compagnie du chemin de fer du Médoc.

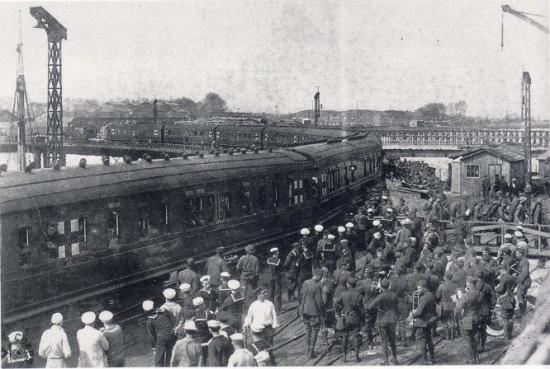
Appontement de Trompeloup en 1918 lors du rapatriement : dix-neuf convois transportent jusqu'à 12 000 soldats américains par jour.

La Compagnie du chemin de fer du Médoc, créée en 1863, a des difficultés de trésorerie récurrentes, qui retardent les travaux. Elle construit la ligne par tronçons en une dizaine d'années, la voie atteint le Verdon en 1875.
Un embranchement de Moulis à Lamarque est déclaré d'utilité publique par une loi le 21 février 1880. L'État entreprend la construction de la ligne, mais la Compagnie du chemin de fer du Médoc refuse la concession si sa rémunération n'est pas garantie. La voie n'est finalement jamais posée et la ligne est déclassée par une loi le 17 juillet 1926.
Un embranchement entre Pauillac et le Port-des-Pilotes est concédé à la Compagnie du chemin de fer du Médoc par une convention signée le 15 juillet 1884 entre le Conseil général de Gironde et la compagnie. Cette convention est approuvée et la ligne est déclarée d'utilité publique, à titre d'intérêt local, par une loi le 27 juillet 1886. Cet embranchement est mis en service le 1er mai 1888.
Le 4 mars 1893, le ministre des Travaux publics et Eugène Pereire signent une convention pour la construction de l'appontement de Pauillac-Trompeloup. Cet appontement est embranché sur la ligne du Médoc et dispose d'installation ferroviaires pour assurer le transport des cargaisons des navires. Cette construction est approuvée par une loi le 20 juillet 1894.
Le prolongement de la ligne du Verdon jusqu'à la Pointe-de-Grave est concédé à la Compagnie du chemin de fer du Médoc par une convention signée entre le ministre des Travaux publics et la compagnie le 16 décembre 1898. Cette convention est approuvée par un décret qui déclare la ligne d'utilité publique le 8 février 1899. Ce tronçon est mis en service le 1er août 1902.

### 1910 à nos jours
La Compagnie du chemin de fer du Médoc est rachetée par la Compagnie des chemins de fer du Midi et du Canal latéral à la Garonne par un traité signé le 3 mars 1910. Ce traité est approuvé par une loi le 1er décembre 1911 qui reclasse l'embranchement de Pauillac au Port-des-Pilotes dans le réseau d'intérêt général.
La jonction entre les lignes de la Compagnie du Midi et la ligne du Médoc (Ceinture de Bordeaux) est concédée à titre éventuel à la Compagnie du Midi par une convention signée le 9 juin 1883 entre le ministre des Travaux publics et la Compagnie. Cette convention est approuvée par une loi le 20 novembre 1883. Cette jonction est déclarée d'utilité publique par une loi le 5 avril 1910.
En 1931, une voie d'une longueur de 7km est embranchée, à Parempuyre, pour la desserte des appontements de Grattequina-Trabuchet, spécialisés dans le trafic charbon-poteaux de mines. Les installations portuaires, desservies par un double faisceau de quatre voies ferrées, sont reliées à une petite gare de triage. Le déplacement des wagons et la formation des rames sont assurés par trois locotracteurs, les rames complètes étant acheminées, à l'arrivée et au départ, par des locomotives Midi. Peu après, en 1933, on inaugure le raccordement de l'avant port du Verdon. En prévision de l'augmentation du trafic qui devait en résulter, la Compagnie du Midi procède à l'électrification de la ligne et à la reconstruction des gares de Bordeaux - Saint-Louis et de Lesparre.
La Ceinture de Bordeaux a été électrifiée de la bifurcation de la Médoquine à Bordeaux-Saint-Louis via la bifurcation de la Vache en 1930 et la ligne du Médoc de la bifurcation de la Vache à la Pointe de Grave en 1934. Afin de réaliser des tests entre décembre 1977 et le printemps 1978 sur du matériel moteur 3 000 V - CC destiné à l'étranger, la tension d'alimentation était commutable entre le 1500 et le 3 000 V continu sur la section alimentée par la sous-station de Lesparre.
La ligne s'appelait Ligne de Bordeaux-Saint-Louis à Pointe-de-Grave jusqu'en 2008, lorsque la gare de Bordeaux-Saint-Louis a été renommée Ravezies. La ligne a changé d'origine lorsque la gare de Bordeaux-Saint-Louis a été déplacée de 905 mètres le 22 avril 1968, dans le cadre d'une opération urbaine. Elle sera de nouveau amputée de sa gare terminale le 26 août 2012 au soir pour faire place aux travaux du tram-train jusqu'à Blanquefort.

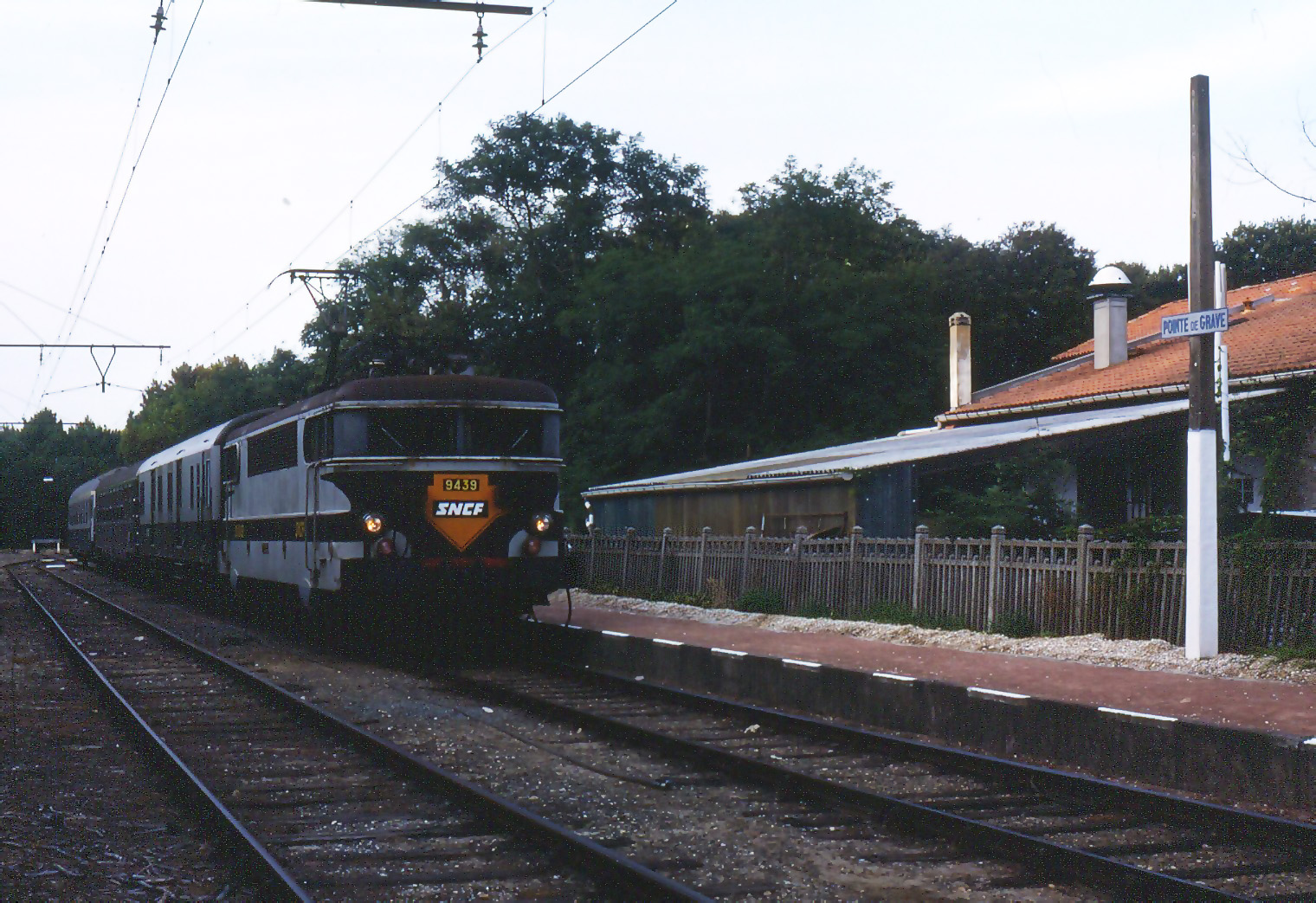
Express de nuit Paris-Austerlitz - Pointe de Grave tracté par la BB 9439

Un express de nuit direct (avec couchettes) reliait en été Paris-Austerlitz à La Pointe de Grave jusque dans les années 1990[réf. nécessaire].
La reconstruction du raccordement des Échoppes-Pessac, fermé depuis 1951, permet d'assurer, depuis le 11 décembre 2016, des liaisons directes entre la gare de Pessac et la voie de ceinture puis le Médoc,.
Des travaux de création d'une voie réservée au tramway entre Ravezies et Blanquefort se déroulent de 2013 à 2016, en parallèle de la voie existante[réf. nécessaire]. Cette voie permettra le prolongement de la ligne C du tramway de Bordeaux jusqu'à Blanquefort à partir du 17 décembre 2016[réf. nécessaire].
À compter du 24 février 2020, et durant un an, les TER seront accessibles gratuitement aux abonnés TBM entre Parempuyre et Pessac ou Bordeaux St-Jean. Le coût de ce dispositif est entièrement pris en charge par la Métropole, qui a orchestré l’opération avec le concours de TBM et de la SNCF. Cette expérimentation est menée dans le cadre de la future mise en place d’un RER métropolitain, cette expérimentation pourrait tout à fait être reconduite à l’issue de cette année a précisé la Métropole.

## Matériel roulant ayant circulé sur la ligne

### Matériel moteur

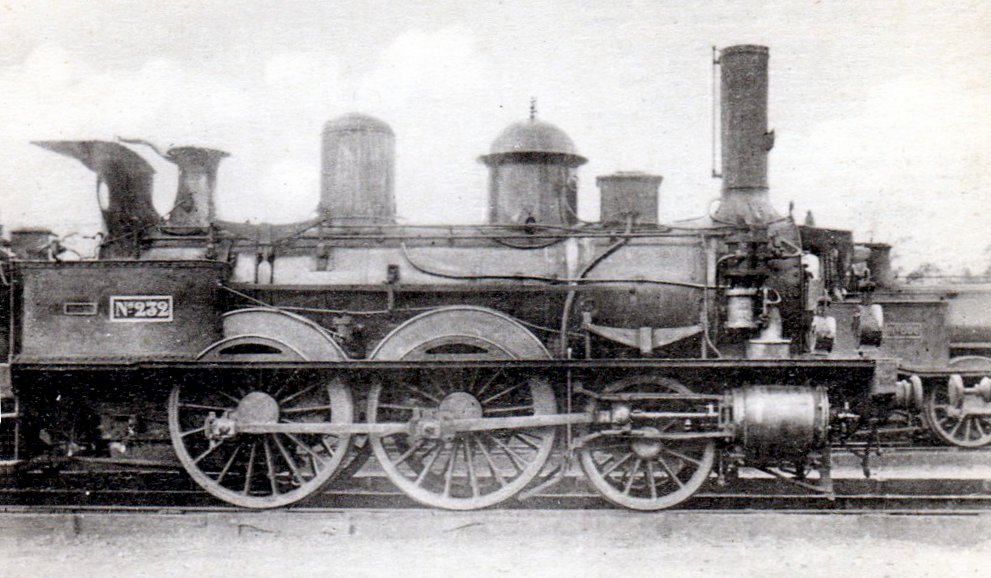
Locomotive MIDI type 120 ayant circulé sur la ligne du Médoc.

En raison d'une situation financière peu brillante, la Compagnie du Médoc procéda surtout à des acquisitions de matériels d'occasion vendus par d'autres réseaux et eut recours à la location. Le matériel de traction comprenait une grande variété de types avec, pour une bonne part, des machines-tender. La trentaine de machines ayant effectué du service sur la ligne appartenaient à quinze séries différentes. Certaines dataient des tout débuts de l'industrie ferroviaire, en particulier une locomotive marchandises type 030 à tender séparé, construite en 1848 par la Compagnie de Tours à Nantes et rachetée au P.O. en 1893 ainsi que deux locomotives type 120 à tender séparé construites en 1854 par les ateliers de la Compagnie de l'Est.
Les locomotives étaient immatriculées avec une plaque en cuivre portant le nom de la machine et les lettres « M.C. ». Certaines portaient un nom, soit celui d'une ville (« Soulac », « Royan »), soit celui d'une personnalité (« De Sailly », qui fut président du conseil d'administration de la compagnie) . Il aurait dû exister des locomotives « Le Verdon », « Pauillac » et « Lesparre » ; mais ces machines de type 120, commandées chez Kœchlin à Mulhouse, ne furent pas livrées au Médoc par suite de la résiliation du contrat et furent acquises par le réseau « Suisse Occidentale » où elles reçurent le nom de « Moléson », « Jaman » et « Fleurier ».

### Matériel remorqué

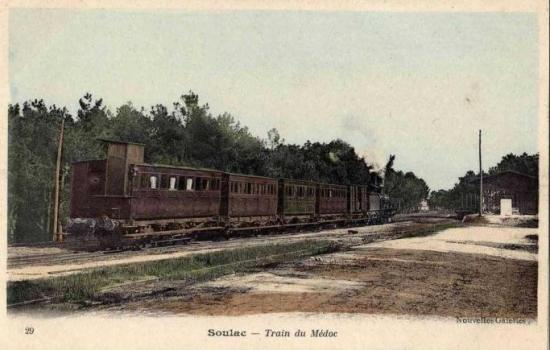
Train typique de la compagnie (fin XIXème) à Soulac.

Dès l'origine, la compagnie procède à l'acquisition de 50 voitures, dont 20 à impériale, fournies par les établissements Janin et Bournique d'Ivry ainsi que de 133 wagons divers et 14 fourgons, ces derniers sortant des ateliers Frossard, constructeur à Lyon.
Au fur et à mesure, le parc sera complété, souvent par rachat de matériel ancien à d'autres compagnies. C'est ainsi qu'en 1882, 5 voitures (dont 2 à impériale), 2 fourgons et 32 wagons provenant de la liquidation de la Compagnie de Perpignan à Prades et devenus disponibles à la suite  de l'absorption par le Midi, seront récupérés par le Médoc.
Les ateliers de la Compagnie, à Bordeaux-Saint Louis, construiront un certain nombre de wagons destinés au transport des poteaux de mines. Mais on aura souvent recours à la location. En 1882 par exemple, la Compagnie louait une voiture-salon Nord qui comportait deux plateformes extrêmes couvertes (cette voiture-salon était notamment mise à la disposition du Comité des courses de chevaux de Soulac pour le transport des invités officiels de la société), 1 voiture 1re  classe Nord, 2 voitures 2e classe Nord, 27 voitures de 3e classe (21 Nord et 6 Midi), 2 fourgons à bagages avec vigie, ainsi que 59 wagons plate-forme appartenant à l'un des actionnaires (location consentie moyennant 0,15 f. par jour et par wagon) .
Les voitures de 3e classe étaient dotées d'une guérite fermée destinée au serre-freins, dont la présence, avant l'introduction du frein Westinghouse en 1909, était indispensable. Tout ce matériel était sans couloir ni W.C. La nuit, l'éclairage était parcimonieusement dispensé par une lampe à huile fixée dans un globe suspendu au plafond, et il n'existait pas d'installation fixe de chauffage, ce dernier étant assuré par des bouillottes plates, préalablement réchauffées dans un bain de vapeur, que l'on glissait sous les pieds des voyageurs. Un renouvellement de ces bouillottes était assuré en gare de Pauillac.

## Galerie de photographies

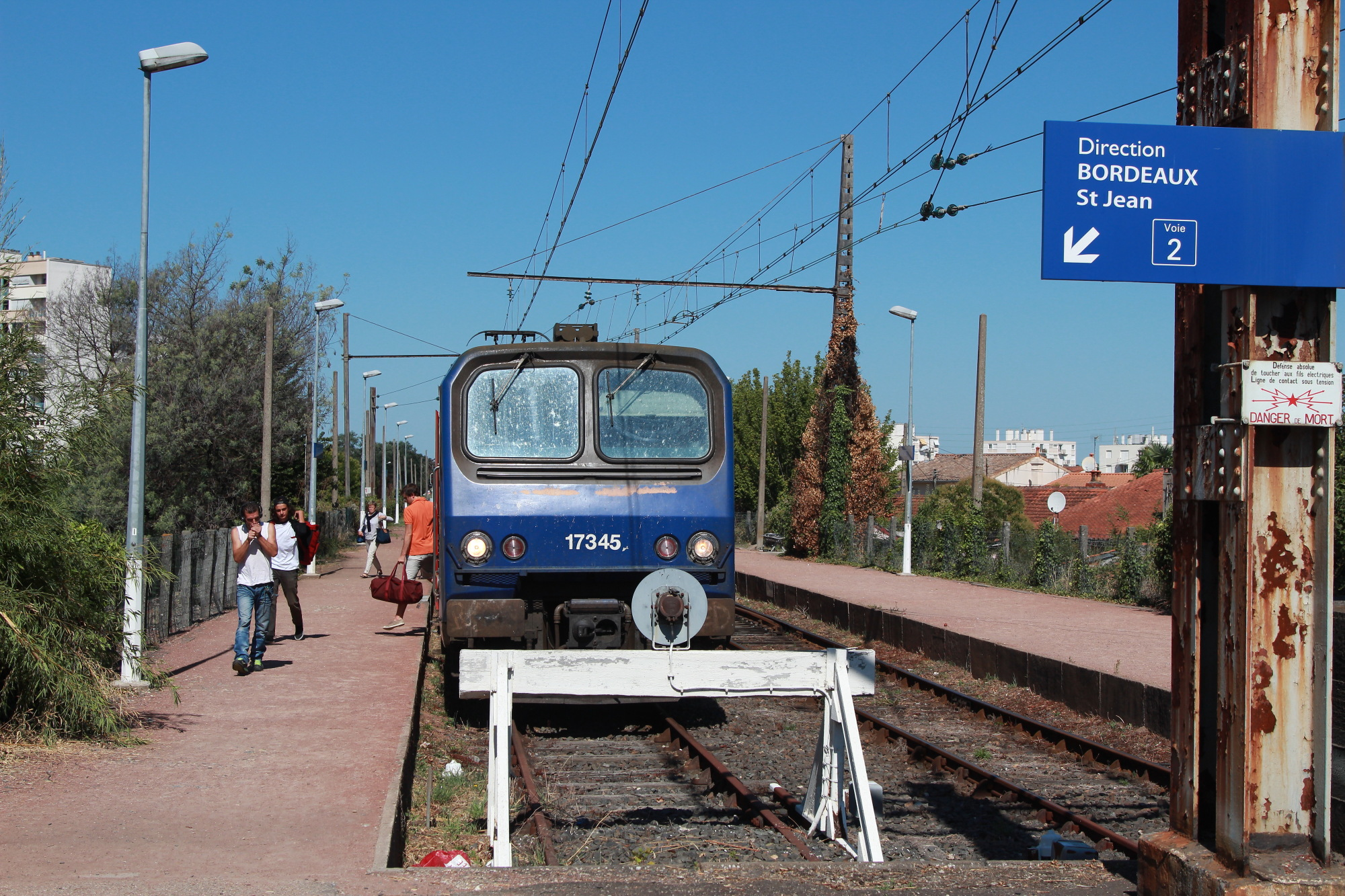
Z 7345 en gare de Ravezies.
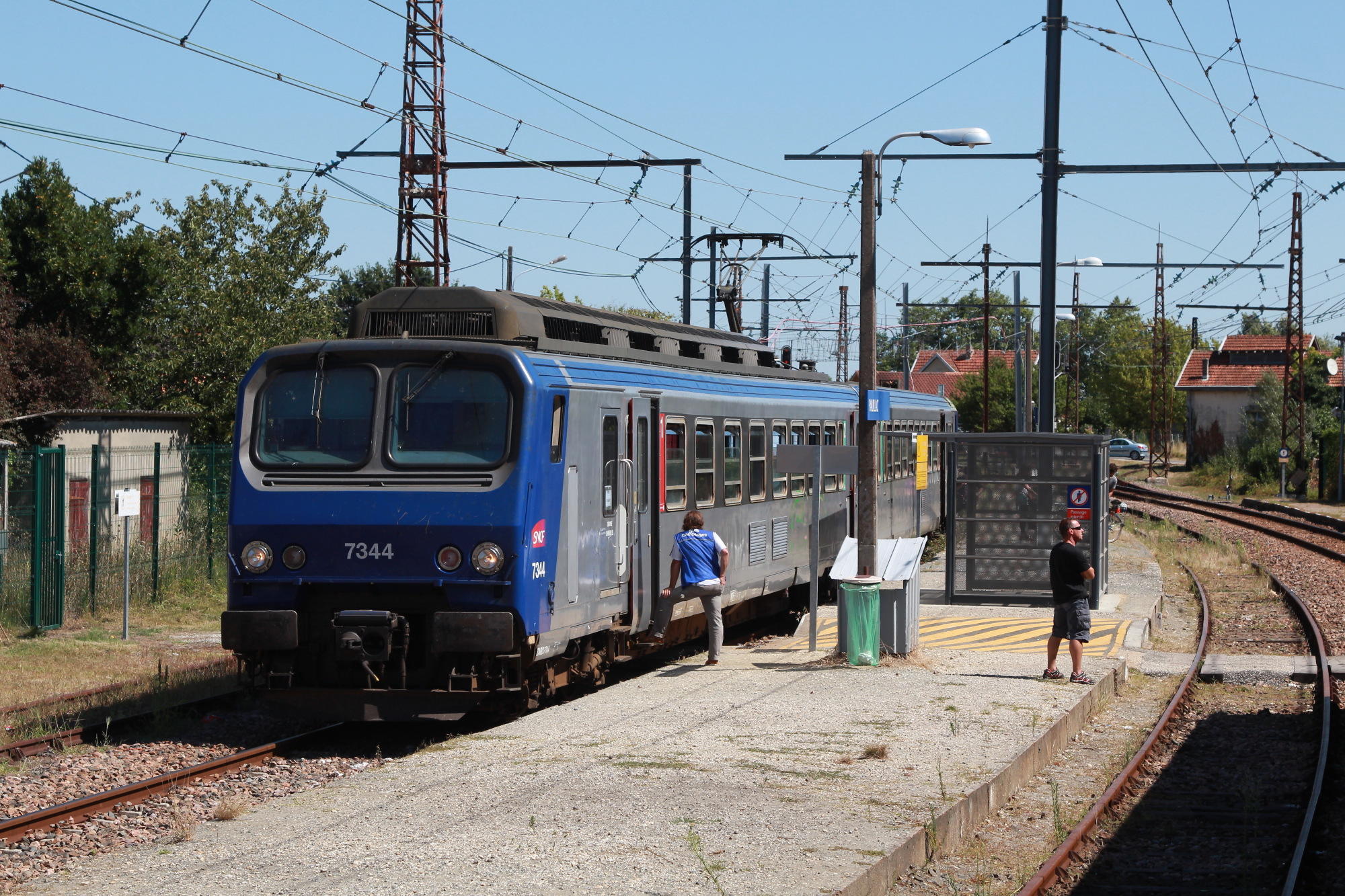
Z 7344 en gare de Pauillac.
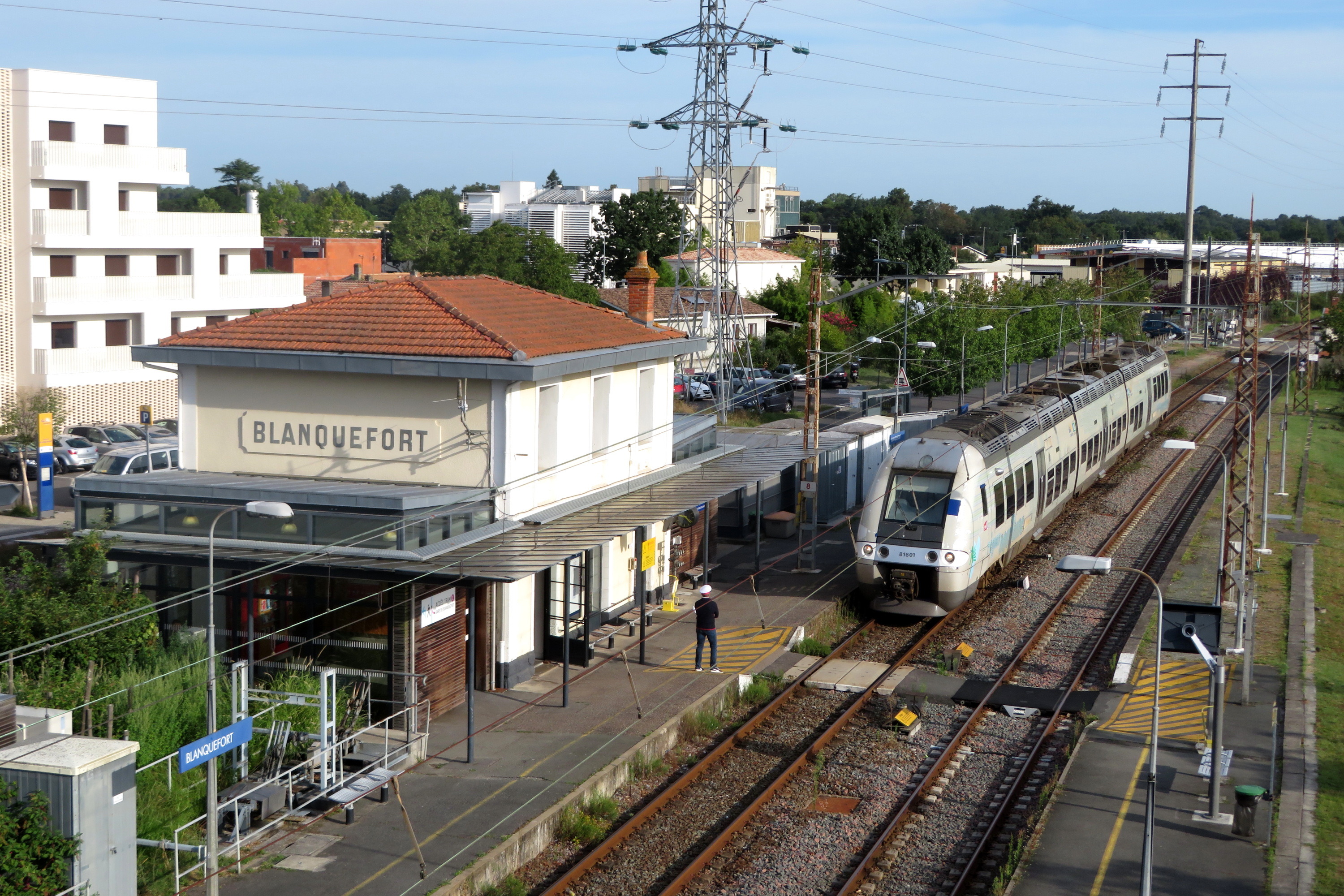
B 81601 en gare de Blanquefort.
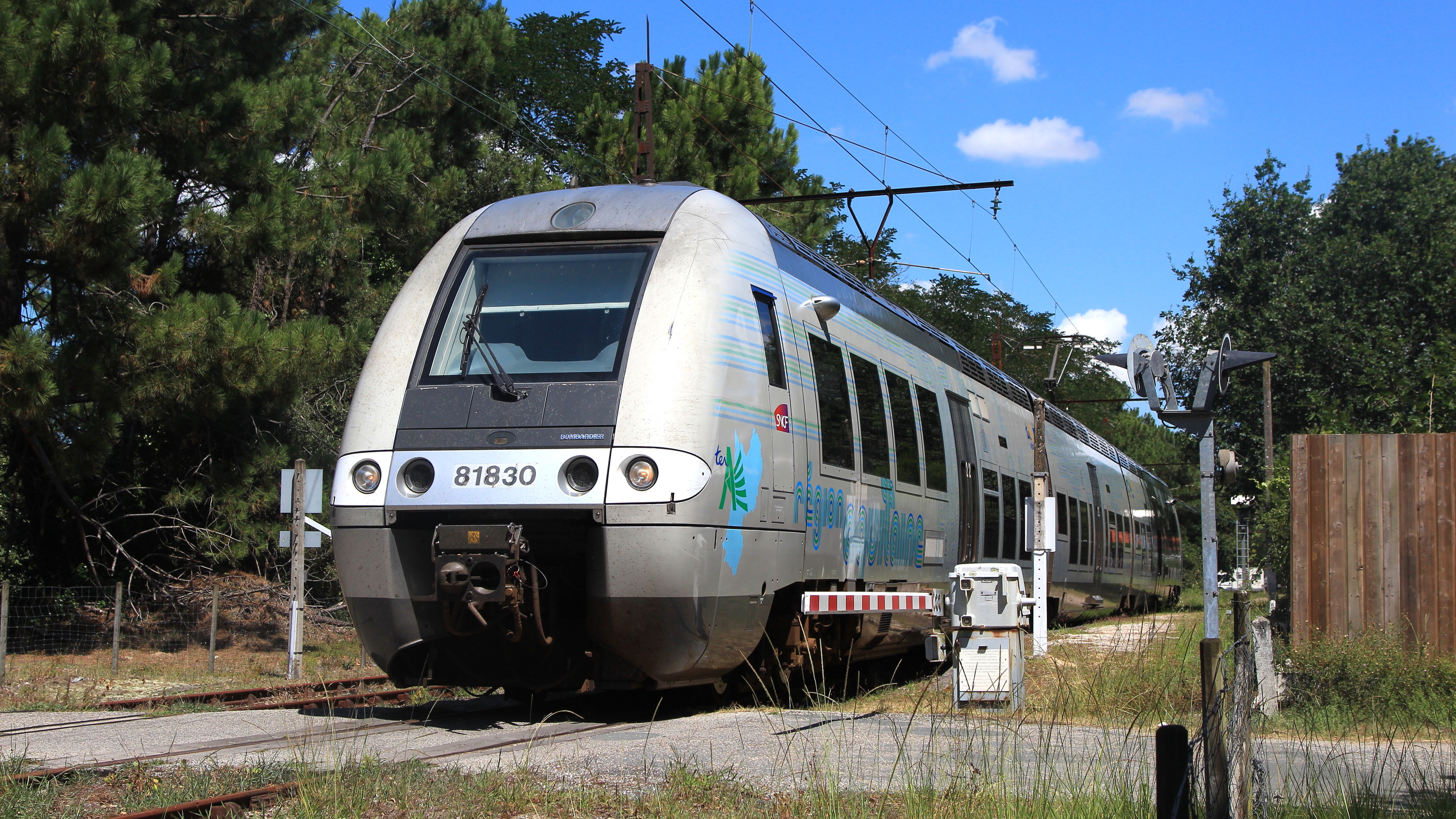
B 81830 à La Pointe-de-Grave.